# Verandas Willems/2016
Deze pagina geeft een overzicht van de Verandas Willems-wielerploeg in  2016.

## Seizoen 2016

### Transfers
| Inkomend       | Team 2015                     | Uitgaand        | Team 2016               |
| -------------- | ----------------------------- | --------------- | ----------------------- |
| Brecht Dhaene  | Astellas Cycling Team         | Emiel Wastyn    | An Post-Chainreaction   |
| Tim De Troyer  | Wanty-Groupe Gobert           | Jerome Kerf     | Team 3M                 |
| Timothy Dupont | Roubaix Lille Métropole       | Dimitri Claeys  | Wanty-Groupe Gobert     |
| Sander Cordeel | Vastgoedservice-Golden Palace | Dominique Cornu | gestopt                 |
| Aidis Kruopis  | An Post-Chainreaction         | Jérôme Gilbert  | gestopt                 |
| Jan Ghyselinck | Wanty-Groupe Gobert           | Olivier Pardini | Wallonie-Bruxelles      |
|                |                               | Gaetan Bille    | Wanty-Groupe Gobert     |
|                |                               | Daan Myngheer   | Roubaix Lille Métropole |
|                |                               | Joren Touquet   |                         |

### Renners
| Naam                 | Geboortedatum | Nationaliteit | Ploeg 2015                    |
| -------------------- | ------------- | ------------- | ----------------------------- |
| Joeri Calleeuw       | 05-08-1985    | België        |                               |
| Sander Cordeel       | 07-11-1987    | België        | Vastgoedservice-Golden Palace |
| Tim De Troyer        | 11-08-1990    | België        | Wanty-Groupe Gobert           |
| Dries De Bondt       | 04-07-1991    | België        |                               |
| Brecht Dhaene        | 21-11-1988    | België        | Astellas Cycling Team         |
| Timothy Dupont       | 01-11-1987    | België        | Roubaix Lille Métropole       |
| Jan Ghyselinck       | 24-02-1988    | België        | Wanty-Groupe Gobert           |
| Aidis Kruopis        | 26-10-1986    | Litouwen      | An Post-Chainreaction         |
| Christophe Premont   | 22-11-1989    | België        |                               |
| Elias Van Breussegem | 10-04-1992    | België        |                               |
| Stef Van Zummeren    | 20-12-1991    | België        |                               |
| Gianni Vermeersch    | 19-11-1992    | België        | Marlux-Napoleon Games         |
| Jari Verstraeten     | 08-02-1989    | België        |                               |
| Stagiairs            |               |               |                               |
| Tom Bosmans          | 24-10-1994    | België        | Neo                           |
| Arjen Livyns         | 01-09-1994    | België        | Neo                           |

## Overwinningen
| Wedstrijd                                | Datum      | Categorie | Winnaar              |
| ---------------------------------------- | ---------- | --------- | -------------------- |
| Gooikse Pijl                             | 25-09-2016 | 1.2       | Aidis Kruopis        |
| Kampioenschap van Vlaanderen             | 16-09-2016 | 1.1       | Timothy Dupont       |
| Kustpijl                                 | 10-09-2016 | 1.2       | Timothy Dupont       |
| Antwerpse Havenpijl                      | 07-08-2016 | 1.2       | Timothy Dupont       |
| 4e etappe Ronde van de Elzas             | 31-07-2016 | 2.2       | Timothy Dupont       |
| 2e etappe Ronde van de Elzas             | 29-07-2016 | 2.2       | Timothy Dupont       |
| 1e etappe Ronde van de Elzas             | 28-07-2016 | 2.2       | Timothy Dupont       |
| GP de la ville Pérenchies                | 24-07-2016 | 1.2       | Timothy Dupont       |
| Omloop Het Nieuwsblad Espoir             | 02-07-2016 | 1.2       | Elias Van Breussegem |
| Halle-Ingooigem                          | 20-06-2016 | 1.1       | Dries De Bondt       |
| 2e etappe Ronde de l'Oise                | 10-06-2016 | 2.2       | Dries De Bondt       |
| Memorial Philippe Van Coningsloo         | 05-06-2016 | 1.2       | Timothy Dupont       |
| Eindklassement Paris-Arras Tour          | 22-05-2016 | 2.2       | Aidis Kruopis        |
| 2e etappe Paris-Arras Tour               | 21-05-2016 | 2.2       | Aidis Kruopis        |
| 1e etappe Paris-Arras Tour               | 20-05-2016 | 2.2       | Aidis Kruopis        |
| Grand Prix Criquielion                   | 15-05-2016 | 1.2       | Timothy Dupont       |
| Ronde van Overijssel                     | 14-05-2016 | 1.2       | Aidis Kruopis        |
| Dwars door de Vlaamse Ardennen           | 05-05-2016 | 1.2       | Timothy Dupont       |
| 6e etappe Ronde van Normandie            | 27-03-2016 | 2.2       | Timothy Dupont       |
| 3e etappe Ronde van Normandie            | 24-03-2016 | 2.2       | Timothy Dupont       |
| 1e etappe Ronde van Normandie            | 22-03-2016 | 2.2       | Timothy Dupont       |
| Nokere Koerse                            | 16-03-2016 | 1.HC      | Timothy Dupont       |
| Dorpenomloop Rucphen                     | 13-03-2016 | 1.2       | Aidis Kruopis        |
| 2e etappe Driedaagse van West-Vlaanderen | 06-03-2016 | 2.1       | Timothy Dupont       |